# Wonder Showzen
Wonder Showzen è un programma televisivo statunitense del 2005, creato da Vernon Chatman e John Lee.
Descritto come un "programma per bambini ma per adulti", Wonder Showzen è una parodia dei programmi televisivi educativi per bambini della PBS come Sesamo apriti e The Electric Company. Caratterizzata da una satira controversa, la serie utilizza l'umorismo nero per rappresentare la politica, la religione, la guerra, l'erotismo e la cultura.
La serie è stata trasmessa per la prima volta negli Stati Uniti su MTV2 dall'11 marzo 2005 al 19 maggio 2006, per un totale di 16 episodi ripartiti su due stagioni. In Italia la serie è stata trasmessa su FLUX da aprile 2006.

## Episodi
| Stagione         | Puntate | Prima TV USA | Prima TV Italia |
| ---------------- | ------- | ------------ | --------------- |
| Prima stagione   | 8       | 2005         | 2006            |
| Seconda stagione | 8       | 2006         | 2006            |

## Personaggi e doppiatori

### Burattini
- Chauncey, voce originale di Vernon Chatman.
- Clarence, voce originale di Vernon Chatman.
- Him, voce originale di John Lee.
- Wordsworth, voce originale di John Lee.
- Sthugar, voce originale di Alsyon Levy.
- Lettera N, Lettera S e Lettera I, voci originali di Vernon Chatman.
- Lettera P, voce originale di Will Ryan.
- Lettera J, voce originale di John Lee.
- Numero 8, voce originale di Vernon Chatman.
- Centro America, voce originale di John Lee.
- A.P. Gibralter, voce originale di Vernon Chatman.
- Madre Natura, voce originale di Vernon Chatman.
- Burattini piratati, voce originali di Vernon Chatman, John Lee e Alyson Levy.

### Personaggi animati
- Mr. Body, voce originale di Vernon Chatman.
- D.O.G. O.B.G.Y.N.
- Zia Flo, voce originale di Vernon Chatman.
- Vinobot, voce originale di John Lee.
- He-Bro, voce originale di Vernon Chatman.
- Baby Mank.
- Hobo Ops, voce originale di Vernon Chatman e John Lee.
- Scooter McJimmy, voce originale di John Lee.
- Yuck Yuck Goose, voce originale di Tony Oliver.
- Wonder Showzen Preemies, voci originali di Vernon Chatman, John Lee e Alyson Levy.
- The Boogie Noogie Bunch, voci originali di Vernon Chatman, John Lee e Alyson Levy.
- Finger Force, voce originale di Alyson Levy.

## Produzione

### Ideazione e sviluppo
Wonder Showzen è stato creato da Vernon Chatman e John Lee, che originariamente ne fecero un primo concept nel 1999 e lo presentarono a USA Network nel 2000, tuttavia dopo pochi minuti di visione, i dirigenti conclusero rapidamente che non si adattava allo stile di programmazione della rete. In seguito, Viacom ha fatto un rebranding di MTV2 e ha reso Wonder Showzen parte della sua nuova programmazione. È andato in onda come parte di Sic 'Em Fridays, insieme a Dirty Sanchez e Wildboyz. L'episodio pilota della serie era noto come Kids Show. Tuttavia, questo nome è stato utilizzato per intitolare il tema musicale di Wonder Showzen. Le repliche dello spettacolo sono andate in onda anche su MTV e Comedy Central. Il primo episodio della serie presenta segmenti animati forniti da Raw Power, mentre nel resto della serie sono stati realizzati da Augenblick Studios. 
Il 28 marzo 2006, MTV ha pubblicato la prima stagione di Wonder Showzen in DVD. La seconda stagione di Wonder Showzen è stata pubblicata in un DVD il 10 ottobre 2006, contenente degli easter egg che hanno caratterizzato un concorso d'animazione. Il premio del concorso sarebbe dovuto apparire nel "prossimo DVD", tuttavia in seguito i creatori hanno dichiarato l'improbabilità di una terza stagione e MTV ha cancellato la serie poco dopo.

## Distribuzione

### Trasmissione internazionale
- 11 marzo 2005 negli Stati Uniti d'America su MTV2;
- 10 gennaio 2006 in Germania su MTV;
- aprile 2006 in Italia su FLUX;
- In Canada su MTV2;
- Nel Regno Unito e in Irlanda su MTV Two;
- In Australia su MTV;
- In America Latina su MTV;
- Nei Paesi Baltici su MTV.

### Edizioni home video
| Volume                              | Episodi | Data di pubblicazione DVD | Data di pubblicazione DVD | Data di pubblicazione DVD |
| Volume                              | Episodi | Regione 1                 | Regione 2                 | Regione 4                 |
| ----------------------------------- | ------- | ------------------------- | ------------------------- | ------------------------- |
| Wonder Showzen: Season One          | 8       | 28 marzo 2006             | N/A                       | N/A                       |
| Wonder Showzen: Season Two          | 8       | 10 ottobre 2006           | N/A                       | N/A                       |
| Wonder Showzen: The Complete Series | 16      | 16 marzo 2021             | N/A                       | N/A                       |